# Remaucourt, Ardennes

Remaucourt este o comună în departamentul Ardennes din nordul Franței. În 2009 avea o populație de 155 de locuitori.